# Felix Hoffmann
Felix Georg Otto Hoffmann (Ludwigsburg, 21 gennaio 1868 – Losanna, 8 febbraio 1946) è stato un chimico e farmacista tedesco.
È famoso per aver realizzato l'acetilazione della morfina ottenendo l'eroina.

## Biografia
Laureato in chimica a Monaco di Baviera, è noto soprattutto per aver sintetizzato, il 10 agosto 1897, l'acido acetilsalicilico in una forma stabile per applicazioni medicinali. Charles Frédéric Gerhardt aveva in ogni caso, già nel 1853, sintetizzato tale composto, e ne aveva registrato in Francia il brevetto. La Bayer registrò questa sostanza con il nome di aspirina.
Esiste comunque una disputa sull'ideatore del processo che portò alla sintesi dell'aspirina. Nel 1949 Eichengrün pubblicò un articolo in cui sosteneva di essere colui che aveva pianificato e diretto la sintesi e di essere il responsabile dei primi test clinici, dichiarando che il ruolo di Hoffmann sarebbe stato ristretto all'iniziale sintesi di laboratorio, basata sul progetto da lui ideato.
La versione di Eichengrün fu ignorata dagli storici e dai chimici fino al 1999, quando Walter Sneader del Dipartimento di Scienze Farmaceutiche della Università di Strathclyde a Glasgow esaminò il caso, arrivando alla conclusione che ad Eichengrün andasse il merito della scoperta. Hoffmann il 21 agosto 1897 realizzò anche l'acetilazione della morfina ottenendo l'eroina. Nel 2002 è stato introdotto nella National Inventors Hall of Fame.